# ستيف باساس
ستيف باساس هو ممثل كندي (وحمل سابقاً جنسية جمهورية يوغوسلافيا الاشتراكية الاتحادية)، ولد في 13 مارس 1965 بليسيشيتشي في البوسنة والهرسك.

## أعمال

### أفلام
- (2000) اليوم السادس[5]
- (2003) إكس 2[6][7][8]
- (2008)  كونتينوم[9]
- (2010) العاصفة النهائية
- (2013) البحرية 3[10]
- (2017) وندر[11]

### مسلسلات
- ميامي

## وصلات خارجية
- ستيف باساس على موقع IMDb (الإنجليزية)
- ستيف باساس على موقع ألو سيني (الفرنسية)
- ستيف باساس على موقع أول موفي (الإنجليزية)
- ستيف باساس على موقع قاعدة بيانات الأفلام السويدية (السويدية)
- ستيف باساس على موقع إن إن دي بي (الإنجليزية)
- ستيف باساس على موقع قاعدة بيانات الفيلم (الإنجليزية)
- ستيف باساس على موقع كينوبويسك (الروسية)